# Mektoub, My Love - Intermezzo
Mektoub, My Love - Intermezzo è un film del 2019 diretto da Abdellatif Kechiche. È il secondo capitolo della saga dedicata al giovane Amin e agli anni novanta, iniziata nel 2017 con Mektoub, My Love - Canto uno. Questo film è la terza collaborazione consecutiva tra l'attore Salim Kechiouche e Kechiche, dopo La vita di Adele e Mektoub, My Love - Canto uno.

## Trama
Amin ha finalmente incontrato la persona giusta per lui e ne è innamorato. E anche la sua carriera sembra arrivare a una svolta: conosce un produttore disposto a farlo entrare nel mondo del cinema, dandogli la possibilità di debuttare come attore. La moglie del produttore però sembra essere particolarmente interessata a lui e ciò metterà Amin di fronte a un bivio: restare con la donna che ama oppure dare una svolta alla propria carriera.

## Distribuzione
Il film è stato presentato in anteprima nel maggio 2019 in concorso alla 72ª edizione del Festival di Cannes.
Solo ad agosto 2022 è stata annunciata la distribuzione del film al cinema, inizialmente solo in Francia e in una versione più corta.

## Riconoscimenti
- 2019 - Festival di Cannes
  - In competizione per la Palma d'oro